# Arisaka 38
Arisaka 38 var ett japanskt repetergevär med 6,5 mm kaliber, taget i tjänst 1905 (38 står för 38:e året av Mieijidynastin).
Längden var 1 275 millimeter, vikten 4 kilo och den 9 gram tunga kulan nådde en utgångshastighet på 720 m/s. Arisaka 38 visade sig under andra världskriget lämpad för prickskytte med en liten mynningsflamma och svag rekyl. Kalibern var dock generellt sett för liten, och ersattes 1939 av Ariska 99 med kalibern 7,5 mm. Huvuddelen av den kejserliga japanska armén förblev dock utrustade med Arisaka 38 under hela andra världskriget.